# Йелланд, Раймонд Дабб

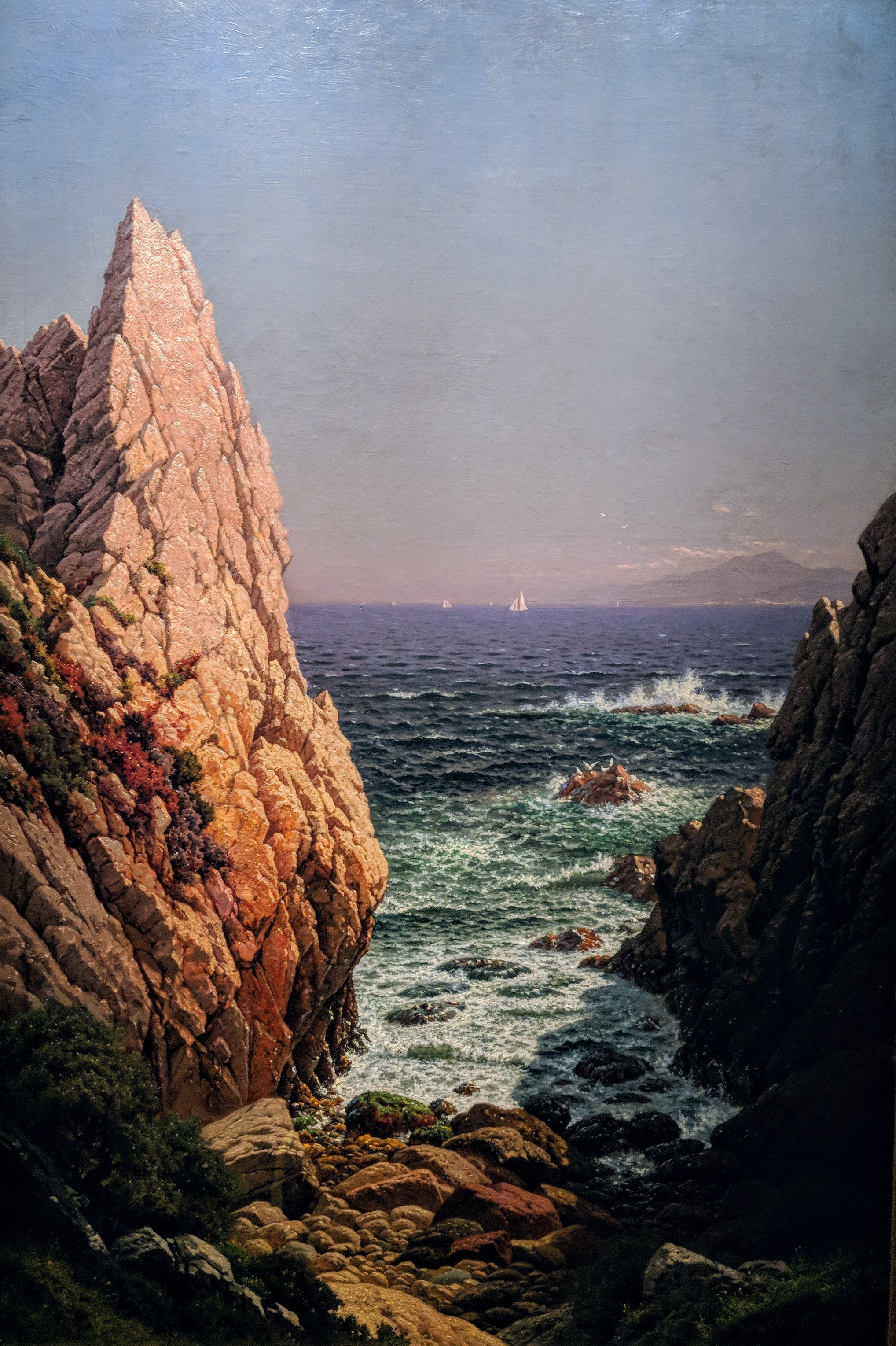
Взгляд на залив Монтерей, Раймонд Йелланд. 1879.

Раймонд Дабб Йелланд (англ. Raymond Dabb Yelland; 1848—1900) — американский художник-пейзажист и педагог. Работал в стиле тонализма.

## Биография
Родился в Лондоне в 1848 году. Семья приехала в Соединенные Штаты в 1850 году. Вырос в Юнионе, штат Нью-Джерси, а затем жил в городе Элизабет, штат Нью-Джерси. Служил в армии Союза во время гражданской войны.
После службы в армии посещал семинарию в Пеннингтоне. Затем учился в Национальной академии дизайна в Нью-Йорке с 1868 по 1872 год и был нанят в качестве учителя в течение одного года после его окончания. В 1873 году был принят в качестве преподавателя в семинарию Миллса в Окленде, штат Калифорния, в первый женский колледж к западу от Скалистых гор. Поселился в Окленде со своей женой, бывшей Энни Микер.
В 1875 году юридически изменил свое имя, как и его жена, добавив девичью фамилию своей матери в качестве фамилии.
По сути, реалист, он специализировался на пейзажах побережья и гор Северной Калифорнии. Первоначально последователь школы реки Гудзон, Йелланд перенял стиль под названием люминизм, вдохновленный такими художниками, как Сэнфорд Гиффорд и Джон Кенсетт. В 1890-х годах находился под влиянием тонализма, наряду с современниками, такими как Уильям Кит и Джордж Иннесс. Одна из его картин, «Города Золотых ворот», вид на Окленд и Сан-Франциско с холмов Беркли, была описана как «монументальная» и «героическая панорама, купающаяся в откровенном свете».
Йелланд много лет преподавал в Калифорнийской школе дизайна, а также в Калифорнийском университете в Беркли. Заболел в первые месяцы 1900 года и умер в июле в своем доме в Окленде от пневмонии.
Первая персональная выставка его работ состоялась в Художественном музее Крокера в Сакраменто в 2018 году.